# Campeonato Uruguayo de Primera División 1931
El Campeonato Uruguayo 1931 constituyó el 28.º torneo de primera división del fútbol uruguayo organizado por la AUF.
El torneo consistió en un campeonato a dos ruedas de todos contra todos. En él participaron 12 equipos, coronándose campeón el Montevideo Wanderers por tercera vez en su historia.
A falta de dos fechas para el final del torneo, Peñarol debía enfrentar a Wanderers, pero no se presentó. Según la prensa de la época, la versión oficial fue que "hacía mucho calor". Pero la realidad es que Nacional se encontraba apenas un punto por detrás de Wanderers, y una victoria aurinegra le podía dar el campeonato a su eterno rival.

## Equipos participantes

### Relevos temporada anterior
| Club   | Ascendido como   |
| ------ | ---------------- |
| Racing | Segunda División |

| Club      | Descendido como              |
| --------- | ---------------------------- |
| Liverpool | 12° Campeonato Uruguayo 1929 |
| Colón     | 13° Campeonato Uruguayo 1929 |
| Cerro     | 14° Campeonato Uruguayo 1929 |

### Datos de los equipos
| Club                 | Ciudad     | Estadio             | Capacidad | Fundación                | Temporadas | Temporadas Consecutivas | Títulos | 1929 |
| -------------------- | ---------- | ------------------- | --------- | ------------------------ | ---------- | ----------------------- | ------- | ---- |
| Bella Vista          | Montevideo | Parque Bella Vista  | ?         | 4 de octubre de 1920     | 5          | 5                       | -       | 9°   |
| Capurro              | Montevideo |                     |           | 31 de octubre de 1914    | 3          | 3                       | -       | 7°   |
| Central              | Montevideo |                     |           | 5 de enero de 1905       | 16         | 1                       | -       | 11°  |
| Defensor             | Montevideo |                     |           | 15 de marzo de 1913      | 6          | 3                       | -       | 3°   |
| Misiones             | Montevideo |                     |           | 26 de mayo de 1906       | 4          | 3                       | -       | 8°   |
| Nacional             | Montevideo | Gran Parque Central | 15.000    | 14 de mayo de 1899       | 26         | 26                      | 11      | 2°   |
| Olimpia              | Montevideo | Olimpia Park        | ?         | 13 de marzo de 1922      | 3          | 3                       | -       | 5°   |
| Peñarol / CURCC      | Montevideo |                     |           | 28 de septiembre de 1891 | 25         | 3                       | 9       | 1°   |
| Racing               | Montevideo |                     |           | 6 de abril de 1919       | 3          | -                       | -       | -    |
| Rampla Juniors       | Montevideo | Parque Nelson       | ?         | 7 de enero de 1914       | 6          | 6                       | 1       | 4°   |
| Sud América          | Montevideo |                     |           | 15 de febrero de 1914    | 3          | 3                       | -       | 10°  |
| Montevideo Wanderers | Montevideo | Estadio Belvedere   | ?         | 15 de agosto de 1902     | 24         | 24                      | 2       | 6°   |

Notas: Los datos estadísticos corresponden a los campeonatos uruguayos oficiales. Las fechas de fundación son las declaradas por cada club. La columna «Estadio» refleja el estadio donde el equipo más veces juega de local, pero no indica que sea su propietario. Véase también: Estadios de fútbol de Uruguay.

## Tabla de posiciones
|  | Pos. | Equipos              |  | PJ | PG | PE | PP | GF | GC | Dif. | Pts. |
|  | ---- | -------------------- |  | -- | -- | -- | -- | -- | -- | ---- | ---- |
|  | 1    | Montevideo Wanderers |  | 22 | 17 | 5  | 0  | 45 | 10 | +35  | 39   |
|  | 2    | Nacional             |  | 22 | 15 | 6  | 1  | 49 | 13 | +36  | 36   |
|  | 3    | Rampla Juniors       |  | 22 | 14 | 3  | 5  | 36 | 23 | +13  | 31   |
|  | 4    | Peñarol              |  | 22 | 9  | 8  | 5  | 29 | 15 | +14  | 26   |
|  | 5    | Central              |  | 22 | 7  | 9  | 6  | 28 | 24 | +4   | 23   |
|  | 6    | Misiones             |  | 22 | 9  | 4  | 9  | 27 | 37 | -10  | 22   |
|  | 7    | Defensor             |  | 22 | 8  | 4  | 10 | 33 | 29 | +4   | 20   |
|  | 8    | Sud América          |  | 22 | 5  | 9  | 8  | 19 | 20 | -1   | 19   |
|  | 9    | Bella Vista          |  | 22 | 5  | 8  | 9  | 22 | 34 | -12  | 18   |
|  | 10   | Racing               |  | 22 | 3  | 7  | 12 | 22 | 36 | -14  | 13   |
|  | 11   | Olimpia              |  | 22 | 3  | 3  | 16 | 29 | 59 | -30  | 9    |
|  | 12   | Capurro              |  | 22 | 2  | 2  | 18 | 19 | 50 | -31  | 6    |

Notas: El partido entre Olimpia y Sud América fue suspendido por lo que ambos equipos perdieron los puntos en juego.
|  | Campeón uruguayo. |

|                                                        |
| Uruguay                                                |
| Campeón Uruguayo 1931 Montevideo Wanderers 3.er título |